# Champion System Pro Cycling Team/Saison 2012
Dieser Artikel listet Erfolge und Fahrer des Champion System Pro Cycling Teams in der Saison 2012 auf.

## Erfolge in der UCI America Tour
Bei den Rennen der UCI America im Jahr 2012 gelangen dem Team nachstehende Erfolg.
| Datum    | Rennen                   | Kat. | Fahrer      |
| -------- | ------------------------ | ---- | ----------- |
| 13. Juni | 2. Etappe Tour de Beauce | 2.2  | Craig Lewis |

## Erfolge in der UCI Asia Tour
Bei den Rennen der UCI Asia Tour im Jahr 2012 gelangen dem Team nachstehende Erfolg.
| Datum         | Rennen                                    | Kat. | Fahrer         |
| ------------- | ----------------------------------------- | ---- | -------------- |
| 20. Mai       | 1. Etappe Tour of Japan (EZF)             | 2.2  | William Clarke |
| 28. September | Chinesische Meisterschaft – Straßenrennen | CN   | Gang Xu        |

## Zugänge – Abgänge
| Zugänge                       | Team 2011                      | Abgänge              | Team 2012          |
| ----------------------------- | ------------------------------ | -------------------- | ------------------ |
| Chris Butler                  | BMC Racing Team                | Holger Burkhardt     | Nutrixxion Abus    |
| Craig Lewis                   | HTC-Highroad                   | Guillaume Bourgeois  | Team Vorarlberg    |
| William Clarke                | Leopard Trek                   | Clemens Fankhauser   | Tirol Cycling Team |
| Cameron Wurf                  | Liquigas-Cannondale            | Christopher Williams | Mainline Racing    |
| Gorik Gardeyn                 | Vacansoleil-DCM                | Roger Beuchat        | Karriereende       |
| Mohammed Adiq Husainie Othman | Drapac                         | Dor Ming Chau        | Unbekannt          |
| Jiang Kun                     | MAX Success Sports             | Wai Man Chau         | Unbekannt          |
| Pengda Jiao                   | MAX Success Sports             | Daniel Gollmann      | Unbekannt          |
| Gang Xu                       | MAX Success Sports             | Deon Locke           | Unbekannt          |
| Biao Liu                      | Qinghai Tianyoude Cycling Team | Wang Yip Tang        | Unbekannt          |
| Anuar Manan                   | Terengganu Cycling Team        | Georg Tazreiter      | Unbekannt          |
| Aaron Kemps                   | V Australia                    |                      |                    |
| Clinton Avery                 | Neoprofi                       |                      |                    |

## Mannschaft
| Name                          | Geburtstag         | Nationalität        |
| ----------------------------- | ------------------ | ------------------- |
| Clinton Avery                 | 3. Dezember 1987   | Neuseeland          |
| Joris Boillat                 | 23. Januar 1983    | Schweiz             |
| Chris Butler                  | 16. Februar 1988   | Vereinigte Staaten  |
| William Clarke                | 11. April 1985     | Australien          |
| Matthias Friedemann           | 17. August 1984    | Deutschland         |
| Gorik Gardeyn                 | 17. März 1980      | Belgien             |
| Jiang Kun                     | 13. Dezember 1989  | Volksrepublik China |
| Pengda Jiao                   | 13. Juni 1986      | Volksrepublik China |
| Aaron Kemps                   | 10. September 1983 | Australien          |
| Jaan Kirsipuu                 | 17. Juli 1969      | Estland             |
| Craig Lewis                   | 1. Oktober 1985    | Vereinigte Staaten  |
| Biao Liu                      | 15. März 1988      | Volksrepublik China |
| Anuar Manan                   | 11. Oktober 1986   | Malaysia            |
| Mart Ojavee                   | 9. November 1981   | Estland             |
| Mohammed Adiq Husainie Othman | 29. April 1991     | Malaysia            |
| Steven Wong                   | 28. April 1988     | Hongkong            |
| Kin San Wu                    | 4. Mai 1985        | Hongkong            |
| Cameron Wurf                  | 3. August 1983     | Australien          |
| Gang Xu                       | 28. Januar 1984    | Volksrepublik China |